# Варшавянка (футбольный клуб)
«Варшавянка» (пол. Klub Sportowy Warszawianka) — бывшая польская футбольная команда из Варшавы, существовавшая в 1921—1974 годах.

## История
Спортивный клуб «Варшавянка» был создан в Варшаве 21 января 1921 года. Инициаторами его создания были чешские и польские футболисты варшавских «Славии» и «Полонии», и именно футбольная секция стала первой в составе клуба.
В 1922 году футболисты «Варшавянки» дебютировали в чемпионате Варшавы и заняли 2-е место в классе «А». В 1925 году чёрно-белые стали чемпионами Варшавы.
В 1927 году «Варшавянка» дебютировала в чемпионате Польши. В первом матче 3 апреля она на выезде победила варшавскую «Легию» — 4:1. Чёрно-белые играли в первой лиге до начала Второй мировой войны. Высшим достижением стало 5-е место в сезоне-36. 
После Второй мировой войны работа футбольной секции «Варшавянки» была возобновлена только в декабре 1947 года. Команда выступала в низших классах чемпионата Варшавы, но к середине 50-х поднялась в класс «А».
В 1956 году «Варшавянка» вернулась в число участников чемпионата Польши, выступала в третьей лиге. В 1963—1964 годах занимала 1-е место, но оба раза проигрывала в плей-офф и упускала шанс на повышение в классе. В сезоне-69 «Варшавянка» заняла 13-е место и вылетела из третьей лиги. В 1971 году чёрно-белые вылетели из класса «А» чемпионата Варшавы, а в 1972 году по ходу розыгрыша класса «B» снялись с турнира.
В 1974 году футбольная секция в клубе была ликвидирована.

## Высшие достижения
- Чемпионат Варшавы — 1-е место (1925)
- Чемпионат Польши — 5-е место (1936)

## Известные футболисты
За «Варшавянку» в разные годы выступал ряд футболистов сборной Польши.
 Станислав Баран (1937—1939)

 Ежи Возняк (1967)

 Стефан Доманьский (1921—1936)

 Симплицюш Зверевский (1921—1936)

 Юлиуш Йокш (1936—1939)

 Антони Келлер (1931—1932)

 Стефан Киселиньский (1927—1932)

 Адам Книола (1935—1939)

 Ян Люксенбург (1921—1931)

 Бронислав Маковский (1932—1936)

 Хенрик Мартина (1937—1939)

 Збигнев Поцалик (1961—1962)

 Луцьян Рудницкий (1933—1939)

 Юзеф Смочек (1935—1938)

 Зенон Срочиньский (1934—1939)

 Владислав Стахурский (1964)

 Тадеуш Хагендорф (1938—1939)

 Станислав Хахорек (1962—1965)

 Францишек Цебуляк (1936—1938)

 Чеслав Цупа (1966—1967)

## Стадион
До Второй мировой войны «Варшавянка» проводила домашние матчи на стадионе, который располагался на перекрёстке улиц Жвирки и Вигуры и Вавельской. В 1961 году клуб получил стадион на улице Пулавской, который сейчас находится в полуразрушенном состоянии.